# Gracie Allen

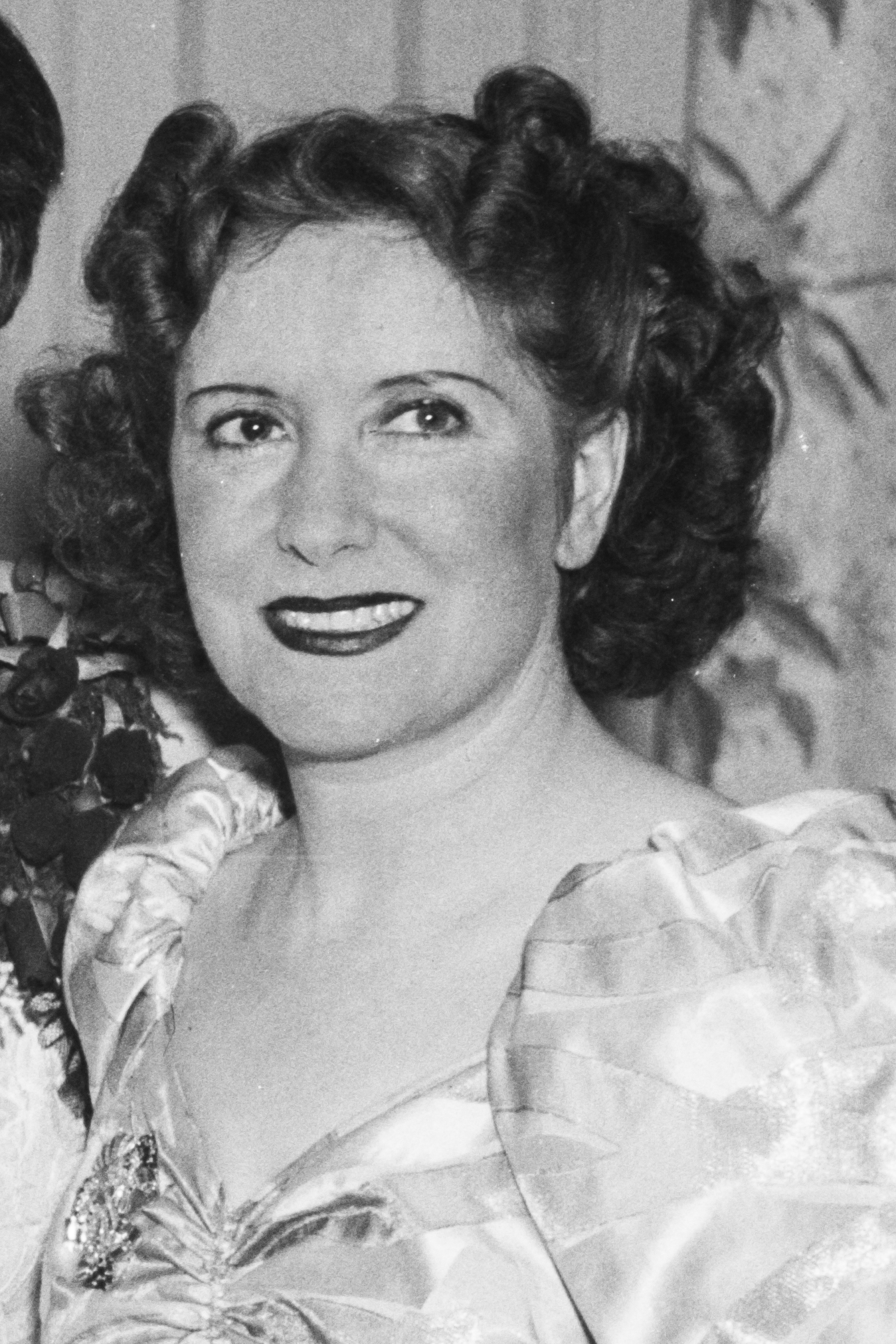
Gracie Allen (1940)

Gracie Allen (* 26. Juli 1895 in San Francisco, Kalifornien, als Grace Ethel Cecile Rosalie Allen; † 27. August 1964 in Hollywood, Los Angeles, Kalifornien) war eine US-amerikanische Schauspielerin, die zusammen mit ihrem Ehemann George Burns ein in Amerika beliebtes Komikerduo bildete.

## Leben und Karriere
Gracie Allen wurde als Tochter eines auf Musikkomödien spezialisierten Unterhaltungskünstlers in eine irischstämmige Familie geboren. Lange Zeit war das genaue Geburtsdatum der Schauspielerin nicht bekannt, da ihre Geburtsurkunde bei dem großen Erdbeben in Kalifornien 1906 vernichtet wurde. Auf ihrer Sterbeurkunde wurde 1902 als ihr Geburtsdatum eingetragen. Erst 1972 wurde durch die Veröffentlichung einer Volkszählung aus dem Jahr 1900 bekannt, dass sie 1895 geboren wurde.
Bereits im Kleinkindalter trat Gracie Allen zusammen mit ihren Schwestern auf der Vaudeville-Bühne auf. Nach dem Besuch einer Klosterschule setzte sie ihre Vaudeville-Auftritte mit ihrer Familie fort, ehe sie im Alter von 18 Jahren Mitglied der Larry Reilly Stock Company wurde. Ein Streit führte jedoch dazu, dass Allen die Schauspieltruppe wieder verließ und beschloss, das Showgeschäft zu verlassen. Nach einer Ausbildung zur Sekretärin wurde sie von einer Freundin überredet, sich in New Jersey als Schauspielerin zu versuchen. Im Jahr 1922 absolvierte sie erste Auftritte am Hillstreet Theatre in Newark und lernte dabei den Schauspieler George Burns kennen. Die beiden beschlossen, gemeinsam als Komikerduo aufzutreten, und heirateten am 7. Januar 1926.

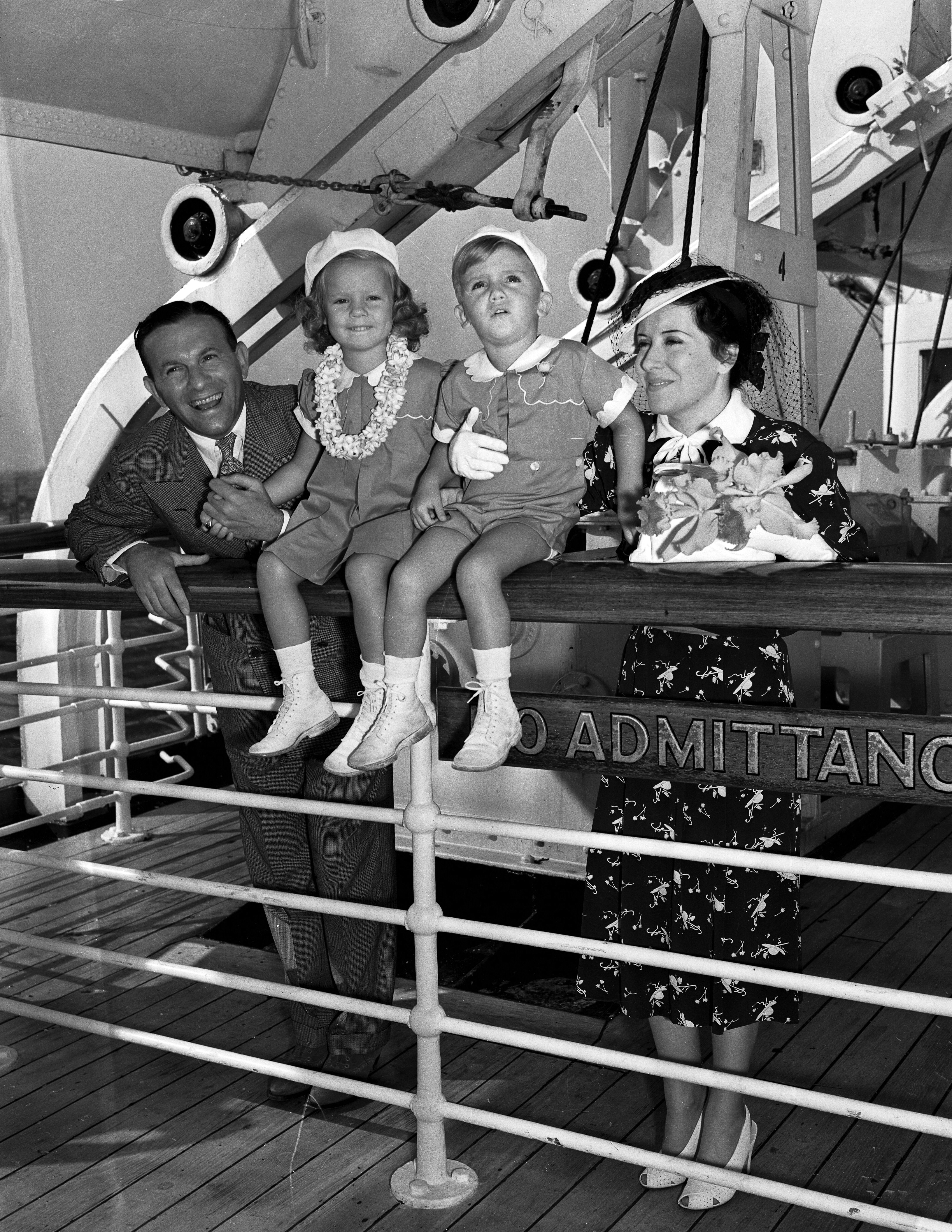
Gracie Allen mit ihrem Ehemann George Burns und ihren Adoptivkindern (1938)

Gemeinsam drehten Gracie Allen und George Burns zwischen 1929 und 1939 eine Reihe von Kurzfilmen und Filmkomödien und moderierten von 1934 bis 1950 eine erfolgreiche Radioshow, in der regelmäßig bekannte Hollywood-Schauspieler Gastauftritte absolvierten. Von 1950 bis 1958 waren Allen und Burns im US-Fernsehen die Stars einer eigenen Sketchshow mit dem Titel The George Burns and Gracie Allen Show, für die Allen fünfmal hintereinander für den Emmy nominiert wurde.
Allen war auch unter ihrem Spitznamen „Googie“ bekannt, den ihr Mann ihr gegeben hatte. Zu ihren bekanntesten Markenzeichen gehörte ihre hohe Stimme.
Gracie Allen und George Burns adoptierten in den 1930er Jahren zwei Kinder. Ihr Adoptivsohn Ronnie Burns war in einigen der Filme des Paares zu sehen und später als Geschäftsmann in Kalifornien tätig. Gracie Allen, die sich 1958 aus gesundheitlichen Gründen und wegen zunehmenden Lampenfiebers aus dem Showgeschäft zurückzog, starb 1964 im Alter von 69 Jahren an den Folgen eines Herzinfarktes. Ihr Grab befindet sich im Forest Lawn Memorial Park in Glendale, Kalifornien.
Seit 1960 ist Allen ein Stern auf dem Hollywood Walk of Fame (6672 Hollywood Blvd.) in der Kategorie Fernsehen gewidmet. Die jährlich von der US-amerikanischen Organisation Alliance for Women in Media Foundation verliehenen Gracie Awards sind nach ihr benannt. Auch wurde eine Rose nach ihr benannt.

## Filmografie (Auswahl)
- 1929: Lambchops (Kurzfilm)
- 1929: Fit to Be Tied (Kurzfilm)
- 1931: 100% Service (Kurzfilm)
- 1932: The Big Broadcast
- 1933: Hotel International (International House)
- 1933: College Humor
- 1934: Sechs von einer Sorte (Six of a Kind)
- 1934: Schiffbruch unter Palmen (We’re Not Dressing)
- 1934: Many Happy Returns
- 1935: Love in Bloom
- 1935: Here Comes Cookie
- 1935: The Big Broadcast of 1936
- 1936: The Big Broadcast of 1937
- 1936: College Holiday
- 1937: Ein Fräulein in Nöten (Damsel in Distress)
- 1938: College Swing
- 1939: Die Liebe auf Hawaii (Honolulu)
- 1939: The Gracie Allen Murder Case
- 1942: Mr. and Mrs. North
- 1944: Mein Schatz ist ein Matrose (Two Girls and a Sailor)